# Still Alive... And Well?
Still Alive… and Well? – kompilacja zespołu Megadeth wydana 10 września 2002 roku. Pierwsze sześć piosenek zostało nagranych podczas koncertu w Web Theatre w Phoenix, w Arizonie. Następne sześć utworów pochodzi bezpośrednio z krążka The World Needs a Hero. Pierwszy i drugi utwór nie były wcześniej nigdy wydane, zaś kawałki od trzeciego do szóstego można znaleźć na pierwszym albumie koncertowym grupy, wydanym rok później – Rude Awakening.

## Lista utworów
Cała muzyka i wszystkie teksty zostały napisane przez Mustaine'a poza miejscami gdzie zaznaczone jest iż było inaczej.
1. „Time/Use the Man” [Live] (Mustaine, Marty Friedman) – 6:27
2. „The Conjuring” [Live] – 5:26
3. „In My Darkest Hour” [Live] (Mustaine, David Ellefson) – 5:29
4. „Sweating Bullets” [Live] – 4:43
5. „Symphony of Destruction” [Live] – 5:24
6. „Holy Wars… the Punishment Due” [Live] – 8:51
7. „Moto Psycho” – 3:05
8. „Dread and the Fugitive Mind” – 4:24
9. „Promises” (Mustaine, Al Pitrelli) – 4:26
10. „The World Needs a Hero” – 3:52
11. „Burning Bridges” – 5:20
12. „Return to Hangar” – 4:00

## Muzycy
- Dave Mustaine – śpiew, gitara
- David Ellefson – bas
- Al Pitrelli – gitara, śpiew towarzyszący
- Jimmy DeGrasso – perkusja